# US Indoors 1973
Lo US Indoors 1973 è stato un torneo di tennis giocato sul sintetico indoor. È stata la 66ª edizione del torneo, che fa parte del Women's International Grand Prix 1973.
Si è giocato a Boston negli USA dal 12 al 18 marzo 1973.

## Campionesse

### Singolare
Evonne Goolagong Cawley ha battuto in finale  Virginia Wade con il punteggio di 6–4, 6–4

### Doppio
Marina Krošina /  Ol'ga Morozova hanno battuto in finale  Evonne Goolagong Cawley /  Janet Young con il punteggio di 6–2, 6–4